# Scott Steckly
Scott Steckly est un pilote automobile de stock-car né à Milverton, Ontario (Canada) le 2 mars 1972.
Principalement actif dans les séries CASCAR et NASCAR Pinty's Series. Quatre fois champion de cette compétition en 2008, 2011, 2013 et 2015. Il est un des trois seuls pilotes à avoir pris le départ des 100 premières courses de la série avec D.J. Kennington et Jason Hathaway.

## CASCARSuper Series

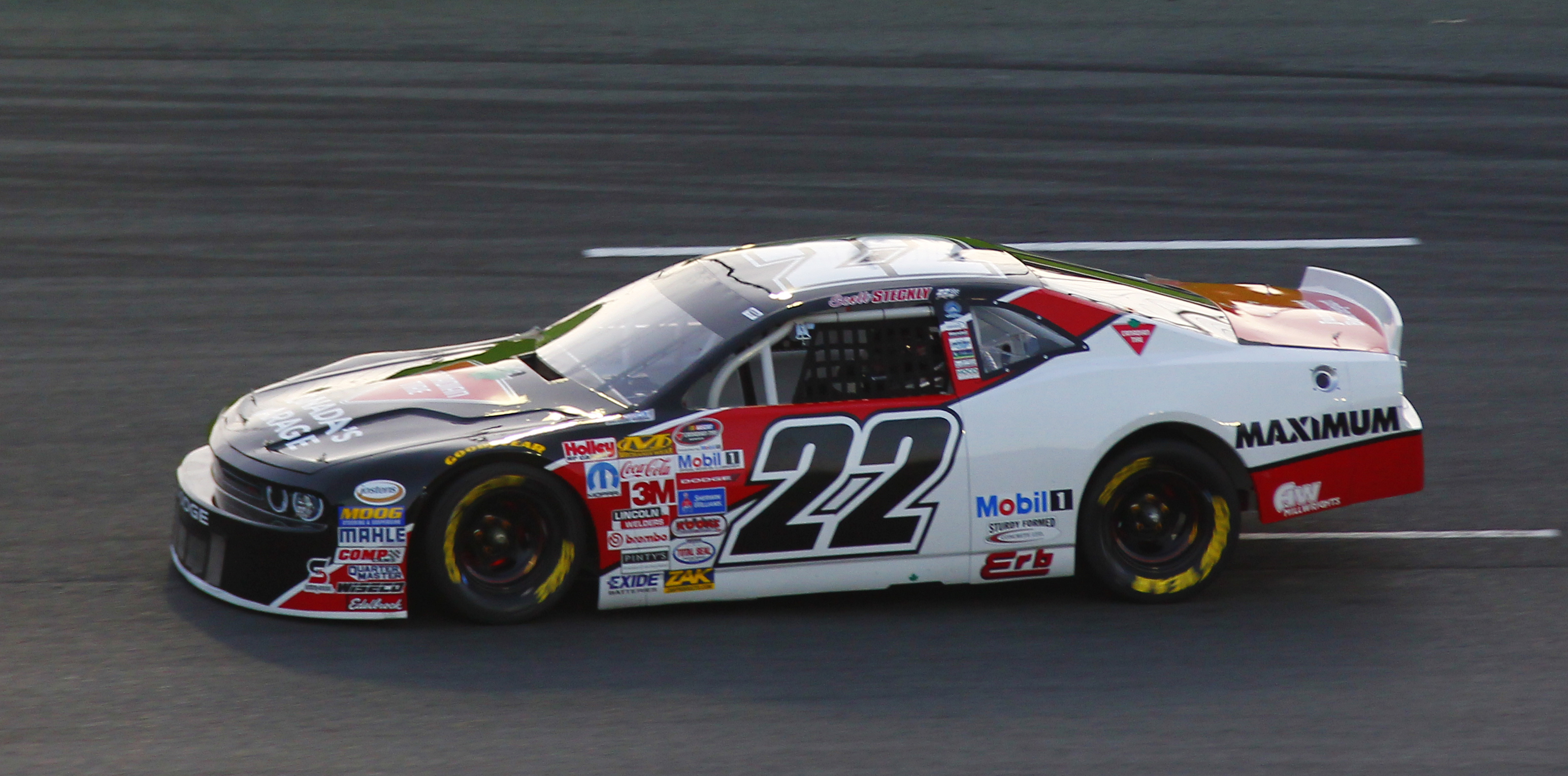
Scott Steckly - Autodrome Chaudière - 13 juin 2015 (Photo Paul-Émile Poulin-Jacques)

| Année | Départs | Poles | Victoires | Top 5 | Top 10 |
| ----- | ------- | ----- | --------- | ----- | ------ |
| 2001  | 10      | 0     | 0         | 1     | 4      |
| 2002  | 12      | 0     | 0         | 2     | 6      |
| 2003  | 12      | 0     | 0         | 4     | 6      |
| 2004  | 12      | 0     | 0         | 5     | 9      |
| 2005  | 12      | 0     | 0         | 1     | 4      |
| 2006  | 11      | 0     | 1         | 6     | 8      |
| TOTAL | 69      | 0     | 1         | 19    | 37     |

## NASCAR Canadian Tire
| Année | Départs | Poles | Victoires | Top 5 | Top 10 |
| ----- | ------- | ----- | --------- | ----- | ------ |
| 2007  | 12      | 0     | 1         | 3     | 7      |
| 2008  | 13      | 1     | 4         | 9     | 9      |
| 2009  | 13      | 1     | 2         | 9     | 9      |
| 2010  | 13      | 1     | 1         | 8     | 10     |
| 2011  | 12      | 3     | 3         | 9     | 10     |
| 2012  | 12      | 2     | 0         | 8     | 11     |
| 2013  | 12      | 4     | 4         | 8     | 9      |
| 2014  | 11      | 1     | 1         | 5     | 7      |
| 2015  | 11      | 4     | 3         | 7     | 10     |
| TOTAL | 109     | 17    | 19        | 66    | 82     |